# Порошкове фарбування
Порошко́ве фарбува́ння — технологія нанесення фарби на деталь, здебільшого на метал. Фарба є порошком, який складається з смоли, пігментів, та різних добавок, які впливають на рівномірність розливу та створення плівки.
Методів нанесення «порошку» є багато. Найпоширенішими вважаються електростатичний та трибостатичний. Назва цих методів пов'язана із принципом створення електростатичного заряду на порошковій фарбі.
Фарбування починається з підготовки, очистки деталі хімічними та механічними способами. У процесі фарбування заряджені частинки порошку «прилипають» до металічної деталі і тримаються там до запікання виробу при температурі від 140 до 200 °C. Після чого метал охолоджується і перевіряється якість поверхні.